# 犹太自治州
犹太自治州（羅馬化：Yevreyskaya avtonomnaya oblast，羅馬化：yidishe avtonome gegnt）是俄罗斯目前唯一一个自治州，属于远东联邦管区，与哈巴罗夫斯克边疆区、阿穆尔州和中国黑龙江省接壤。
該州是世上僅有的兩個官方猶太領土之一，另一處則是中東的以色列。面积36,000平方公里，首府比罗比詹。根据2010年人口普查，該州人口為176,558人（占俄罗斯全国人口0.1%）。雖名為猶太自治州，但實因歷史遺留問題被強行移入而成，猶太人普遍不願待在該州，因此令猶太族裔人口嚴重外流。自從猶太人得以自由遷徙後，他們多選擇回到以色列或是歐洲其他世居地。根據2020年人口統計，猶太自治州的犹太人只有837人，占全州总人口0.6%，信奉犹太教的更只占全州总人口的0.2%。

## 氣候
受到東亞季風和西伯利亞高壓影響，该州夏季气候溫暖潮濕，冬季乾冷風大。

## 歷史
- 3世纪，据《三国志》记载这一地区生活着挹娄人。
- 5世纪挹娄改称勿吉，又改称靺鞨。
- 7世纪靺鞨诸部形成渤海国，但黑龙江流域的黑水靺鞨部单独建国。
- 11世纪契丹人的辽朝统治这一地区。
- 12世纪靺鞨人的后代女真人在首领完颜阿骨打的带领下建立金朝。
- 13世纪蒙古人的元朝控制这一地区。
- 14世纪蒙古势力被驱逐，女真诸部落臣服于明朝。
- 16世纪努尔哈赤统一女真诸部，其孫福臨在睿親王多尔衮的協助下，於1644年进入山海关，经过十几年的战争满洲人（努尔哈赤之子皇太极改女真为满洲）完全控制华北和华南，成为中国历史上最后一个世袭王朝──清朝。
- 17世纪俄国开始侵略原属中国的黑龙江流域，经过数场战斗以后，于1689年中俄签订《尼布楚条约》，该地区归属清朝。
- 19世纪鸦片战争后俄国再次入侵该地区，1858年《瑷珲条约》当中该地区被割让给俄国。
- 斯大林考虑到苏联远东地区与中國历史上的关系，急需增加人口，1928年苏共中央执行委员会决定把黑龙江沿岸的一塊未开垦土地闢为犹太人迁入地。1929年在黑龙江的支流比罗河与比詹河之间，设立“比罗比詹民族地区”。犹太人被强制移送到这里，在此之前这里没有一个犹太人。

## 人口

### 人口分布
以下为犹太自治州各人口分布统计列表（依俄罗斯2010年人口普查统计）：
| # | 行政区       | 行政中心   | 总人口 | 城市人口 | 乡村人口 |
| - | ------------ | ---------- | ------ | -------- | -------- |
| 1 | 比罗比詹市   | 比罗比詹   | 75413  | 75413    | 0        |
| 2 | 比罗比詹区   | 比罗比詹   | 11907  | 0        | 11907    |
| 3 | 列宁斯科耶区 | 列宁斯科耶 | 20684  | 0        | 20684    |
| 4 | 奥布卢奇耶区 | 奥布卢奇耶 | 29035  | 24952    | 4083     |
| 5 | 十月区       | 阿穆尔泽特 | 11354  | 0        | 11354    |
| 6 | 斯米多维奇区 | 斯米多维奇 | 28165  | 19016    | 9149     |
|   | 犹太自治州   | 比罗比詹   | 176558 | 119381   | 57177    |

### 民族構成
1939—2010年间人口统计中的民族构成：
| 民族     | 1939年         | 1959年          | 1970年          | 1979年          | 1989年          | 2002年          | 2010年          | 2020年         |
| 俄罗斯人 | 75093 (68.9 %) | 127281 (78.2 %) | 144286 (83.7 %) | 158765 (84.1 %) | 178087 (83.2 %) | 171697 (89.9 %) | 160185 (92.7 %) | 133625 (88.8%) |
| 乌克兰人 | 9933 (9.1 %)   | 14425 (8.9 %)   | 10558 (6.1 %)   | 11870 (6.3 %)   | 15921 (7.4 %)   | 8483 (4.4 %)    | 4871 (2.8 %)    | 1292 (0.9%)    |
| 犹太人   | 17695 (16.2 %) | 14269 (8.8 %)   | 11452 (6.6 %)   | 10163 (5.4 %)   | 8887 (4.1 %)    | 2327 (1.2 %)    | 1628 (1.0 %)    | 837 (0.6%)     |

## 行政區劃
|  |

Legend： 

```
1: 
比罗比詹
  2: 
列宁斯科耶
（
俄语
：
）
  3: 
奥布卢奇耶

4: 
阿穆尔泽特
（
俄语
：
）
  5: 
斯米多维奇
```

猶太自治州是俄罗斯联邦主体之一，行政上下辖1个市（英語：Urban Okrug）和5个县（英語：Municipal District），进一步分为10个镇（英語：Urban settlements）和18乡（英語：Rural settlements）。市县如下：
猶太自治州的行政中心是比羅比詹市。

### 县(区)市一覽

猶太自治州的行政區劃

| 序号 | 名稱         | 行政區劃編碼 | 人口（2013）， 千人 | 行政中心   |
| ---- | ------------ | ------------ | ------------------- | ---------- |
|      | 比羅比詹     | 99401000     | 75.5                |            |
| 1    | 比羅比詹區   | 99205000000  | 12.1                | 比羅比詹   |
| 2    | 列寧斯科耶區 | 99210000000  | 19.9                | 列宁斯科耶 |
| 3    | 奥布卢奇耶區 | 99220000000  | 27.5                | 奥布卢奇耶 |
| 4    | 十月區       | 99225000000  | 10.7                | 阿穆尔泽特 |
| 5    | 斯米多維奇區 | 99230000000  | 26.9                | 斯米多維奇 |

## 外部連結
- 犹太自治州 （页面存档备份，存于）官方網站
- 中俄经贸合作网 （页面存档备份，存于）